# Raphaël-Georges Lévy
Pour les articles homonymes, voir Lévy.
Raphaël-Georges Lévy, né le 24 février 1853 à Paris et mort le 8 décembre 1933 dans le 16e arrondissement de Paris, est un homme politique et un économiste français.

## Biographie

### Jeunesse et études
Raphaël-Georges Lévy appartient à la bourgeoisie juive cultivée. Il est le fils de Benjamin Lévy (1818-1884) qui fut le professeur d'allemand du prince impérial puis le premier professeur d'allemand à l'École de guerre et enfin inspecteur général de l'Instruction publique et d'Eugénie Bamberger (sœur d'Henri Bamberger).
Sa sœur, Marguerite Lévy épouse un cousin de Marcel Proust, Daniel Meyer. C'est à Raphaël-Georges Lévy que Proust s'adresse après la mort de ses parents pour bénéficier de conseils sur les placements boursiers.
Il épousa Marguerite Halphen, sœur de Fernand Halphen et petite-fille d'Antoine Jacob Stern. Leur fille épousa le fils de Louis Cahen d'Anvers.
C'est un brillant élève, qui suit ses études au lycée Louis-le-Grand et remporte le premier prix de mathématiques au concours général et le prix d'honneur de rhétorique. Il obtient une licence en droit après la Guerre franco-allemande de 1870.

### Parcours professionnel
Neveu d'Henri Bamberger, il entre à la banque de Paris et des Pays-Bas, où il effectue de nombreuses missions à l'étranger. Membre du conseil d'administration de la Compagnie française de banque et de mines, il devient vice-président du Crédit mobilier français.
Pendant plus de 30 ans, il dispense un cours d'affaires de banque à l’École libre des sciences politiques (1894-1924),. Il donne aussi un cours sur les finances étrangères. Il prend part au congrès de science politique organisé par l'association des anciens élèves de Sciences Po lors de l'exposition universelle de 1900. Henry de Peyster lui succède lorsqu'il cesse de dispenser son cours sur les finances étrangères.
Il entre en 1913 à l'Académie des sciences morales et politiques. Il préside de nombreuses sociétés savantes, dont la société de statistique et la Société d'économie politique.
Il collabore à de très nombreuses revues, comme la Revue des deux Mondes.
Conseiller municipal de Deauville en 1900, il est sénateur de la Seine de 1920 à 1927. Il est pendant cinq ans le rapporteur du budget des Régions Libérées.
De 1928 à 1933, il préside l'Association des lauréats du concours général.
Pendant les trois dernières années de sa vie, il ne quitte plus son hôtel particulier de la rue de Noisiel, à Paris dans le 16e arrondissement. 

## Ouvrages
- Poésies, ed. A.Lemerre, 1886.
- Les conversions de rentes, ed. Cercle Saint-Simon, 1886..
- Le péril financier, ed. Léopold Cerf, 1888.
- Du relèvement du marché financier français, avec J. Siegfried, ed. Chaix et Guillaumin, 1890.
- Un projet de reprise des paiements en espèces en Russie, ed. E. Guyot , 1893
- Mélanges financiers : la spéculation et la banque, l'avenir des métaux précieux, le change, le billet de banque, ed. Hachette, 1894.
- Des tendances nouvelles de la législation fiscale en Europe depuis cinquante ans, 1901.
- Le monopole de l'alcool, 1904.
- Psychologie des Placements, ed. L. Larose et Forcel , 1905
- Banques d'émission et trésors publics, ed. Hachette, 1911.
- La monnaie, ed. Société des industriels et des commerçants de France , 1913
- Un demi-siècle de civilisation française (1870-1915), ouvrage collectif, ed. Hachette, 1916.
- Qu'est-ce qu'une banque?, ed. Bernard Grasset, 1918.
- La Vie chère. Causes, effets, remèdes, ed. Hachette , 1919
- La juste paix ou la vérité sur le traité de Versailles, ed. Plon-Nourrit et Cie, 1920.
- L'initiation financière, ed. Hachette, 1921
- Saine monnaie, saines finances, ed. Hachette, 1921.
- Installation de S.M. Albert Ier, roi des Belges comme associé étranger, (séance du samedi 18 décembre 1926), ed. Académie des sciences morales et politiques, 1926.

## Décorations
- Officier de la Légion d'honneur
- Grand officier de l'ordre de la Couronne
- Grand officier de l'ordre de la Couronne d'Italie
- Commandeur dans l'Ordre du Christ de Portugal
- Commandeur dans l'Ordre de Saint-Stanislas
- Officier dans l'Ordre de la Couronne de Roumanie

## Sources
- « Raphaël-Georges Lévy », dans le Dictionnaire des parlementaires français (1889-1940), sous la direction de Jean Jolly, PUF, 1960 [détail de l’édition]
- Sénat, anciens Sénateurs de la IIIe République
- Anthologie des poètes français du XIXe siècle, tome IV, pages170-175, ed. Alphonse Lemerre, 1888
- Qui êtes-vous?: Annuaire des contemporains; notices biographiques, vol. 3, page 483, ed. C. Delagrave, 1924.
- Dossier de R.G Lévy sur la Base Léonore du Ministère de la Culture